# Exalphus zellibori
Exalphus zellibori är en skalbaggsart som först beskrevs av Lane 1955.  Exalphus zellibori ingår i släktet Exalphus och familjen långhorningar. Inga underarter finns listade i Catalogue of Life.